# August Lenk von Wolfsberg
August Lothar Lenk von Wolfsberg (* 1. Oktober 1821 in Pressburg; † 31. Januar 1889 in Wien) war ein österreichischer Ministerialrat und Diplomat (Generalkonsul).

## Biographie

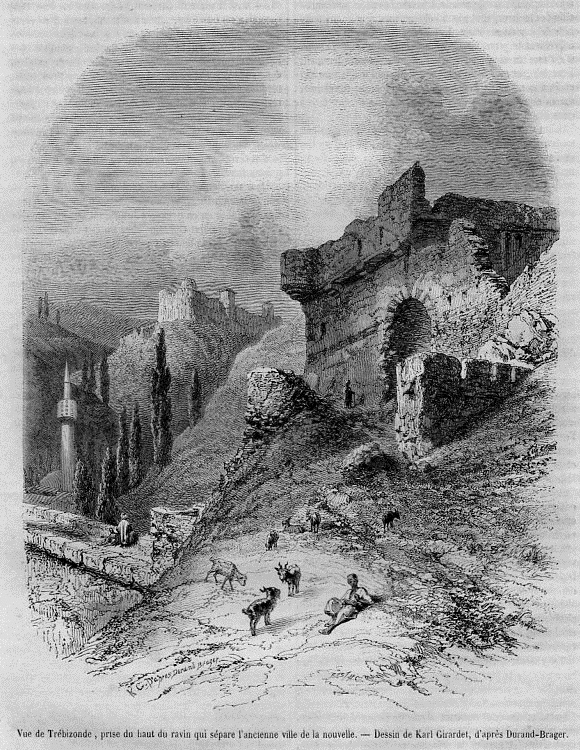
Straße nach Trapezunt, Mitte 19. Jh.

August war der Sohn aus zweiter Ehe des Freiherren Jakob Lenk von Wolfsberg.
Nach Abschluss seiner juristischen Studien begann seine diplomatische Karriere 1848 als k. k. Generalkonsulats-Kanzler in Galați, im gleichen Amt transferiert am 6. März 1850 nach Beirut, wo er bis zum 27. März 1851 wirkte.
Die weiteren Stationen seiner Diplomatenkarriere  waren:
- k. k. Vizekonsul in Widin seit 28. März 1851, während dieser Amtszeit mit dem königlich preußischen Roten Adlerorden 4. Klasse dekoriert,[3]
- k. k. Konsul in Trapezunt, vom 6. Februar 1859 bis 12. September 1860,
- k. k. Konsul in Istanbul[4], anschließend befördert zum
- k. k. Generalkonsul in Saloniki 1860,
- k. k. Generalkonsul in Jerusalem zum 1. Januar  1861 bis 1864, erhielt am 24. Dezember 1862 die kaiserliche Genehmigung zum Tragen des persischen Sonnen- und Löwenordens im Rang eines Offiziers[5] sowie am 4. April 1864 selbige für das Tragen des Kommandeurkreuzes des päpstlichen St.-Silvester-Ordens, mit dem er kurz zuvor geehrt worden war.[6]
- k. k. Generalkonsul in Belgrad seit Juni 1866,[7] zugleich
- k. u. k. Generalkonsul in Korfu ab 1868,
- k. u. k. Generalkonsul in Barcelona seit 18. April 1870,[8] dort ausgezeichnet mit dem Komturkreuz des königlich spanischen Ordens, Orden Karls III. (kaiserliche Genehmigung vom 22. Jänner 1873)[9]. Zuvor war er bereits am 29. März 1870 taxfrei mit dem Orden der Eisernen Krone 3. Klasse dekoriert worden.[10][11] Am 14. August 1879 verlieh ihm der Kaiser taxfrei des Titels eines Ministerialrates.[12] Seine letzte Station war die des
- k. u. k. Generalkonsuls in Marseille ab 19. Februar 1881 (Ernennung 1. Januar des Jahres).[13]

Auf Wolfsbergs Wunsch hin versetzte Kaiser Franz Joseph I. ihn am 17. Juli 1884 in den Ruhestand und verlieh ihm zu diesem Anlass und in Anerkennung seiner vieljährigen treuen und ersprießlichen Dienstleistung das Komturkreuz des Kaiserlich-Österreichischen Franz-Joseph-Ordens mit dem Stern. Zuvor wurde ihm bereits (1. Februar 1873) das Tragen des Kommandeurkreuzes mit dem Stern des königlich spanischen Ordens Isabellas der Katholischen und des Kommandeurkreuzes des königlich serbischen Takovo-Ordens erlaubt. Nach seiner Pensionierung wurde Wolfsberg noch mit dem Offizierskreuz der Französischen Ehrenlegion ausgezeichnet, mit der Genehmigung zum Tragen für Österreich am 30. März 1885.
Der Diplomat verstarb in seiner Wiener Wohnung Am Opernring Nr. 6 an Altersschwäche.

## Familie
August, Halbbruder des k. u. k. Feldzeugmeisters Wilhelm Lenk von Wolfsberg, war in erster Ehe mit Maria Thavonat von Taron, Freiin auf Sachsengang (* 27. November 1838 in Sachsengang; † bei einem Attentat 17. Juni 1864 in Jerusalem), wobei auch ihr Grab im darauffolgenden Jahr von Muslimen zerstört wurde, in zweiter mit Franziska Antonia Freiin Nell von Nellenburg und Damenacker (* 28. Januar 1836 in Brünn; † 13. Juni 1883 in Nyon) in Rom am 8. Mai 1866 verheiratet. Seine zweite Gattin gebar die drei Töchter Karolina, Eveline und Giselle.

## Wappen

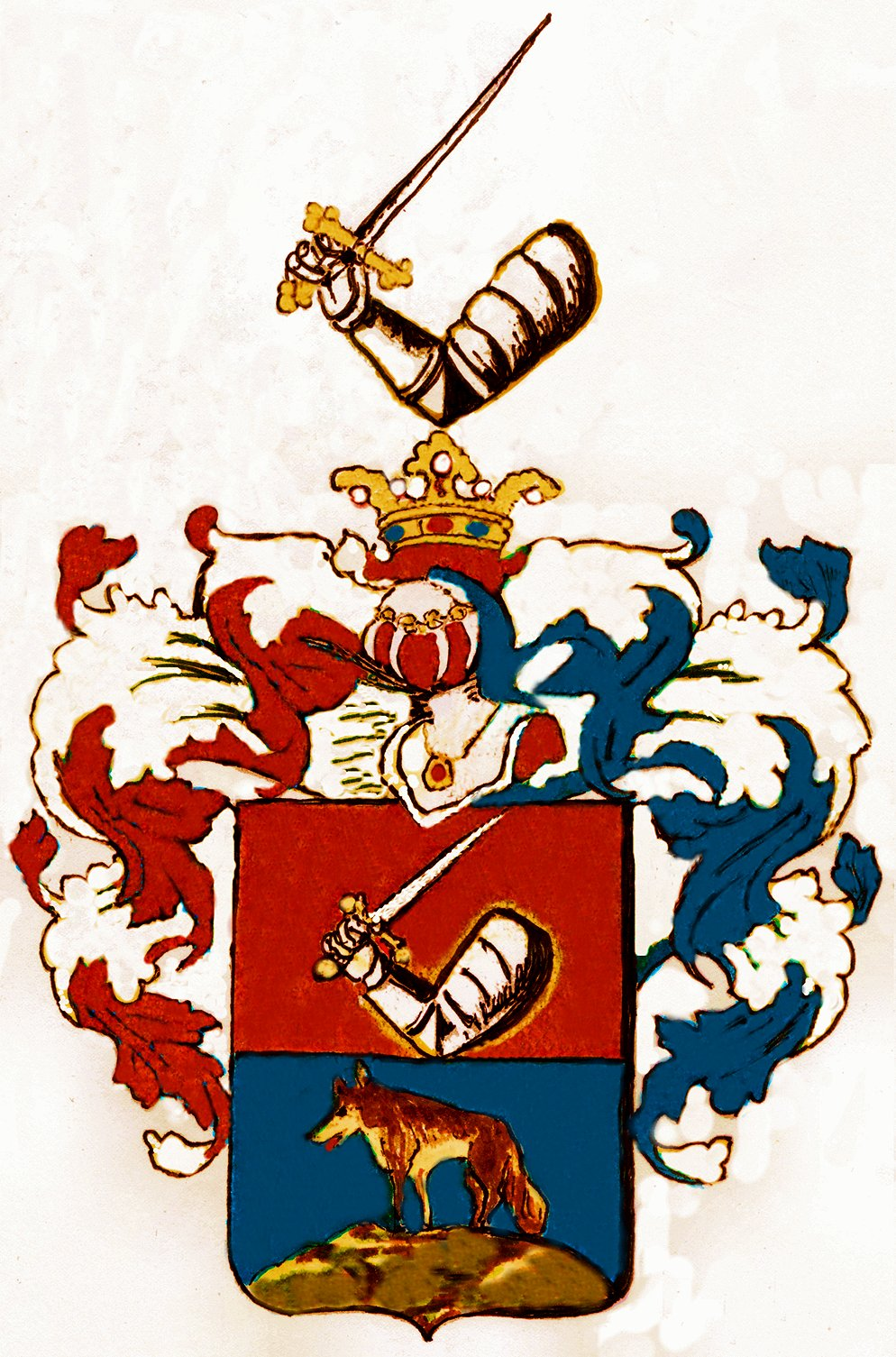
Wappen Lenk von Wolfsberg

Blasonierung von 1801: Schild quergeteilt. Oben in Rot ein gebogener, gold-geränderter, geharnischter rechter Arm mit Schwert, unten in Blau auf grünem Dreiberg ein natürlicher Wolf. Über dem gekrönten, ins Visier gestellten Helm erhebt sich der geharnischte Arm mit dem Schwert aus dem Schild. Die Decken sind rechts rot, links blau mit Silber unterlegt.
August führte nicht den Freiherrentitel. Der Grund hierfür ist unbekannt.

## Werk
- Beiträge zur Volkswirtschaft Spaniens, K. K. Hof- und Staatsdruckerei, Wien 1872, 74 S.[23]